# Desmellopsis
Desmellopsis är ett släkte av svampar. Desmellopsis ingår i ordningen Pucciniales, klassen Pucciniomycetes, divisionen basidiesvampar och riket svampar.
|              | Raveneliaceae                               |
|              |                                             |
|              | Pucciniosiraceae                            |
|              |                                             |
|              | Pucciniastraceae                            |
|              |                                             |
|              | Pucciniaceae                                |
|              |                                             |
|              | Pileolariaceae                              |
|              |                                             |
|              | Phragmidiaceae                              |
|              |                                             |
|              | Phakopsoraceae                              |
|              |                                             |
|              | Mikronegeriaceae                            |
|              |                                             |
|              | Melampsoraceae                              |
|              |                                             |
|              | Cronartiaceae                               |
|              |                                             |
|              | Coleosporiaceae                             |
|              |                                             |
|              | Chaconiaceae                                |
|              |                                             |
|              | Uncolaceae                                  |
|              |                                             |
|              | Uropyxidaceae                               |
|              |                                             |
|              | Elateraecium                                |
|              |                                             |
|              | Uredo                                       |
|              |                                             |
|              | Desmella                                    |
|              |                                             |
|              | Hemileia                                    |
|              |                                             |
|              | Caeoma                                      |
|              |                                             |
|              | Uraecium                                    |
|              |                                             |
|              | Hennenia                                    |
|              |                                             |
|              | Peridipes                                   |
|              |                                             |
|              | Desmosorus                                  |
|              |                                             |
|              | Masseeëlla                                  |
|              |                                             |
|              | Hiratsukaia                                 |
|              |                                             |
| Desmellopsis | \| \| Desmellopsis aframomicola \| \| \| \| |
|              | \| \| Desmellopsis aframomicola \| \| \| \| |
|              | Aecidium                                    |
|              |                                             |
|              | Intrapes                                    |
|              |                                             |
|              | Hiratsukamyces                              |
|              |                                             |
|              | Phragmotelium                               |
|              |                                             |
|              | Mehtamyces                                  |
|              |                                             |
|              | Coleopuccinia                               |
|              |                                             |
|              | Edythea                                     |
|              |                                             |
|              | Aecidiolum                                  |
|              |                                             |
|              | Aecidiconium                                |
|              |                                             |
|              | Schroeteriaster                             |
|              |                                             |
|              | Erysibe                                     |
|              |                                             |
|              | Flaminia                                    |
|              |                                             |
|              | Desmellopsis aframomicola                   |
|              |                                             |

|  | Desmellopsis aframomicola |
|  |                           |